# Fucus vesiculosus
Se procura as sementes que são transportadas pelo mar, veja Fava-do-mar.

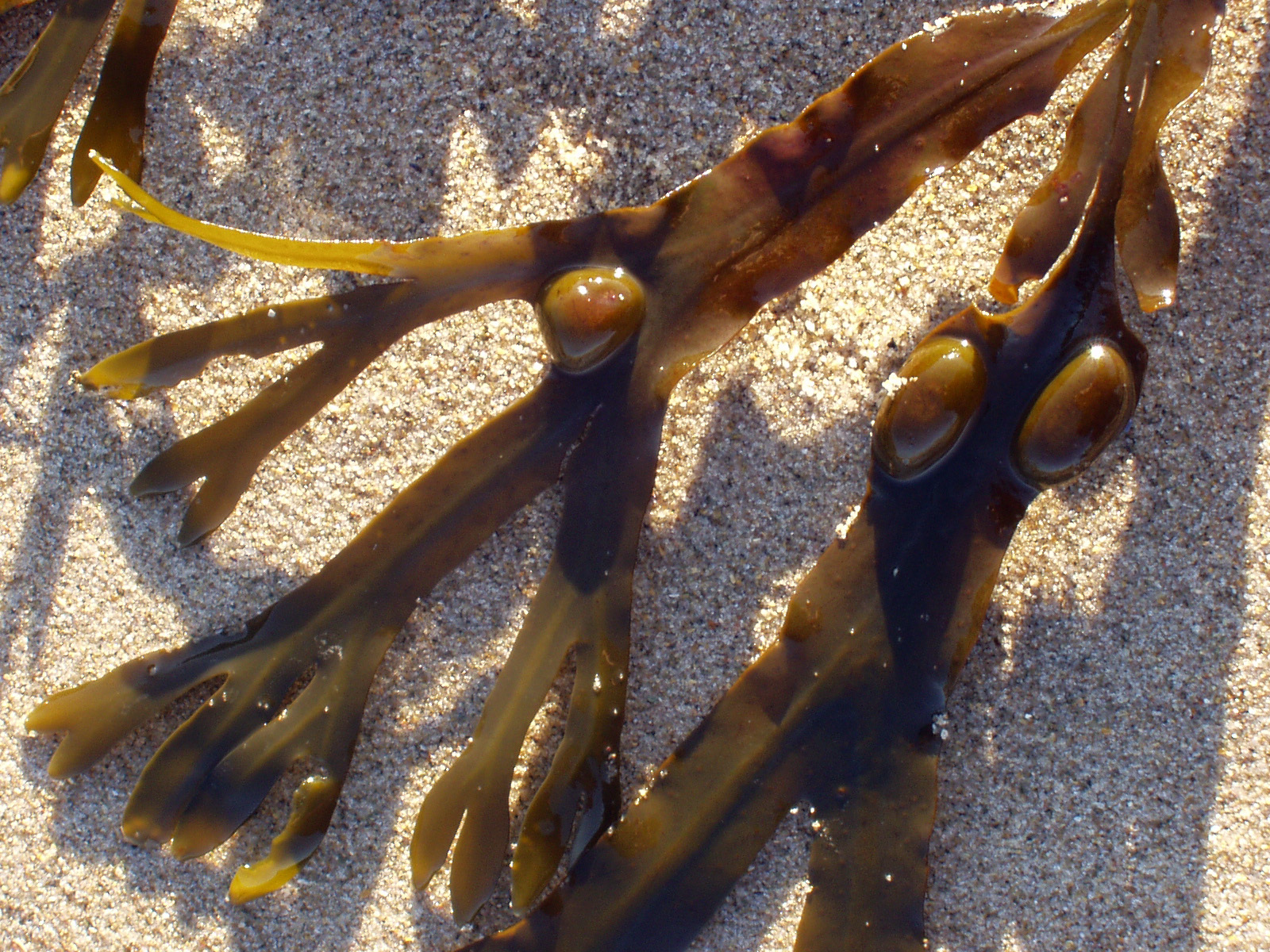
Vesículas de F. vesiculosus.

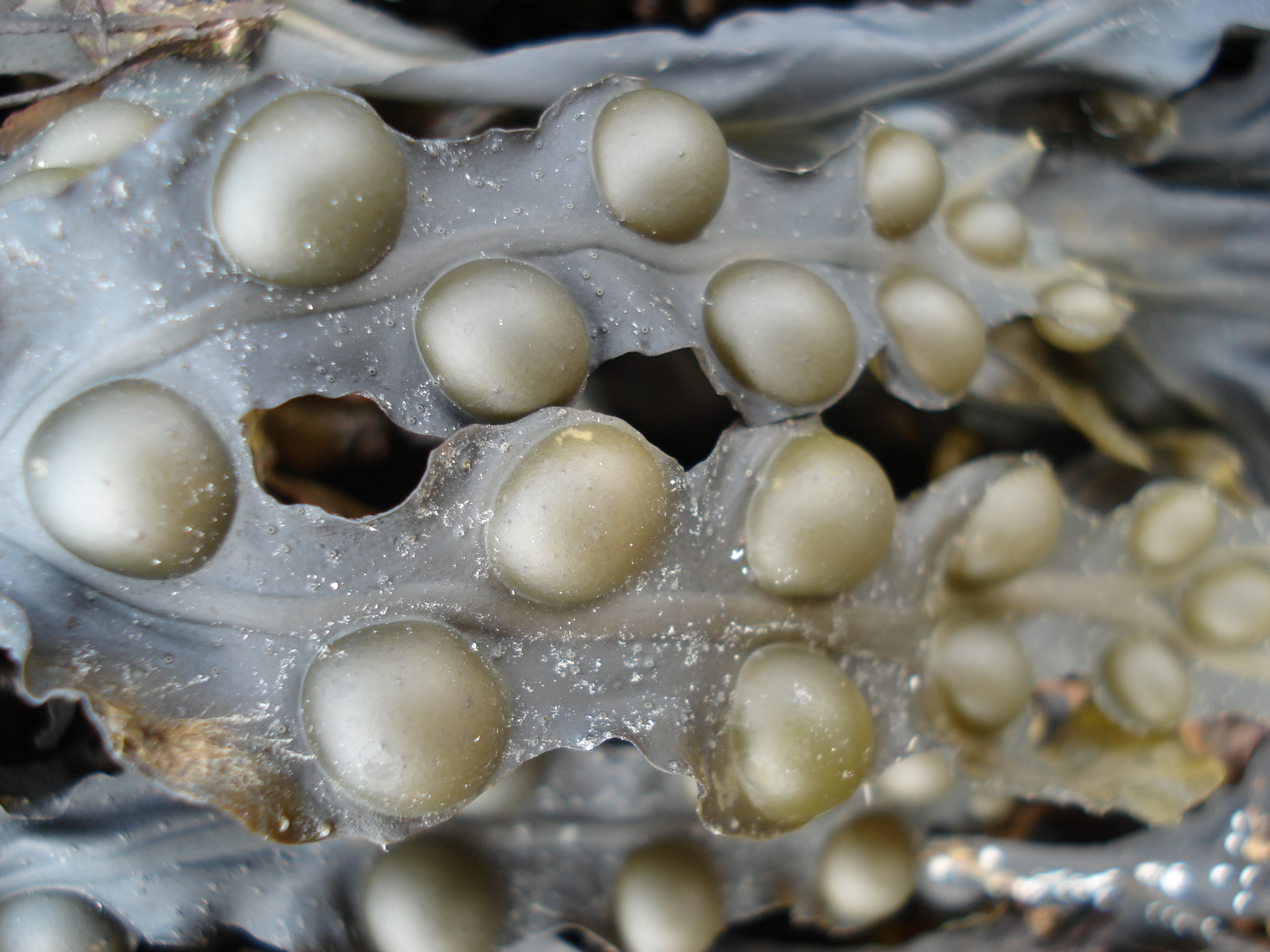
Vesículas de gás.

Fucus vesiculosus L., conhecida pelos nomes comuns de bodelha, bodelho, carvalhinho-do-mar, fava-do-mar e sargaço, é uma espécie de macroalga castanha (Phaeophyta) com distribuição natural nas costas das regiões temperadas e frias dos oceanos Pacífico e Atlântico, incluindo o oeste do Mar Báltico. Foi a partir de um extrato desta alga que em 1811 foi descoberto o elemento químico iodo, razão pela qual foi extensivamente usada em tratamentos para o bócio, uma hipertrofia da glândula tiróide relacionada com uma crónica deficiência metabólica em iodo. Com a vinda dos sintéticos T4, levotiroxina, foi esquecida, mas em recentes trabalhos tem sido redescoberta no tratamento para hipotireoidismo.

## Descrição
As frondes de F. vesiculosus apresentam uma nervura central proeminente e vesículas de gás (aerocistos ou pneumatocistos) quase esféricos, geralmente em pares distribuídos de forma simétrica em relação à nervura central do talo. Os aerocistos estão em geral ausentes nas algas jovens. A margem do talo é lisa e a fronde apresenta uma clara ramificação dicotómica. A espécie é frequentemente confundida com Fucus spiralis, uma espécie estreitamente aparentada com a qual hibridiza.
Pertence a um grupo de algas multicelulares, fundamentalmente marinhas, e a sua cor castanho-amarelada deriva do pigmento fucoxantina. Em relação à sua morfologia, apresenta-se como um talo plano e ramificado dicotomicamente, com pequenas dilatações cheias de ar (aerocistos) que asseguram a flutuação do talo. Na época de reprodução, a extremidade distal dos talos fica intumescida. Nessas extremidades férteis, crivadas de orifícios minúsculos, é produzida uma geleia de coloração alaranjada ou verde-escura, conforme o sexo é, respectivamente, masculino ou feminino.
F. vesiculosus é uma alga dioica. Os gâmetas são geralmente libertados para a água em situações de fraca ondulação, quando as correntes são fracas junto à costa. São simultaneamente produzidos e libertados oogónios e anterídios que são fertilizados externamente para produzir os zigoto. Os oogónios são fertilizados pouco depois de serem libertados do receptáculo. Um estudo realizado nas costas do Maine mostrou que ocorria cerca de 100% fertilização tanto em zonas abrigadas como em zonas expostas à ondulação. Populações constantemente submersa no Mar Báltico são muito sensíveis a condições de turbulência. As altas taxas de fertilização são conseguidas porque os gâmetas apenas são libertados quando a velocidade da água circundante é baixa.
A espécie tem uma ampla área de distribuição natural, ocorrendo nas costas das regiões temperadas e frias dos oceanos Pacífico e Atlântico. No Atlântico Norte e mares adjacentes há registos da sua ocorrência nas costas atlânticas da Europa, norte da Rússia, oeste do Mar Báltico, Gronelândia, Açores, Canárias, costa atlântica de Marrocos e Madeira. Ocorre também na costa atlântica da América do Norte desde a ilha Ellesmere, Baía de Hudson até à Carolina do Norte. Fucus vesiculosus é uma das algas mais comuns nas costas das Ilhas Britânicas.
A espécie é particularmente abundante em costas rochosas abrigadas, tendo como habitat preferencial águas límpidas e bem arejadas com profundidade até 5 m. Ocorre desde o médio-litoral até aos níveis mais baixos da zona entremarés. A sua presença é rara em costas muito expostas à ação da ondulação, sendo que os poucos espécimes que aí ocorrem são curtos, atarracados e sem aerocistos (vesículas de gás).
As frondes de F. vesiculosus servem de suporte a alguns organismos coloniais, mas servem de abrigo para espécies como o anelídeo Spirorbis spirorbis, isópodes herbívoros, como algumas espécies do género Idotea, e gastrópodes raspadores como Littorina obtusata.
Os florotaninos presentes em Fucus vesiculosus actuam como defesas químicas contra os herbívoros marinhos, nomeadamente contra o búzio Littorina littorea. Apesar disso, é a presença de galactolípidos, e não de florotaninos, que desencoraja a herbivoria por algumas espécies, entre as quais o ouriço do mar Arbacia punctulata. A presença de metil-jasmonato parece induzir a produção de florotaninos. Fucofloretol-A é um dos tipos de florotaninos presentes em F. vesiculosus.
A presença nesta alga de compostos e elementos com interesse dietético, como mucilagens, algina, manitol, betacaroteno, zeaxantina, óleos voláteis, iodo, bromo, potássio e muitos outros minerais. Por essa razão é utilizada no tratamento da obesidade associada ao hipotiroidismo devido ao seu significativo teor de iodo, essencial à síntese das hormonas produzidas pela tiroide. A presença de fibras mucilaginosas estimula o funcionamento intestinal. Exibe, também, moderada ação diurética. É desaconselhada a ingestão desta alga por indivíduos alérgicos ao iodo.
Foi demonstrado que a ingestão de Fucus vesiculosus ajuda as mulheres com ciclo menstrual anormal e com história de problemas de saúde associados à menstruação. Foi demonstrado que doses de 700 a 1400 mg/dia alargam o ciclo menstrual, diminuindo o número de dias de menstruação por ciclo e reduzindo os níveis de 17β-estradiol no plasma sanguíneo.